# Juan Vera
Juan de Vera y Mendoza (Alcira, España, 25 de noviembre de 1453 - Roma, Italia, 4 de mayo de 1507) fue un eclesiástico español, arzobispo de Salerno y cardenal de Santa Balbina de la Iglesia católica.

## Antecedentes familiares
Juan Vera fue uno de los hijos de Don Juan Vera, caballero de Santiago, comendador de Montijo y de Palomas (Badajoz) y Adelantado mayor de la frontera de Portugal, y de Doña Juana de Mendoza y Sandoval, hija de los señores de Hita y de Buitrago.
Su linaje nobiliario tenía sus orígenes en Luis de Vera, hijo bastardo del rey Ramiro I de Aragón y de Gelvira de Vera, señora del Castillo de Vera.
Su hermano fue Diego de Vera y Mendoza, capitán del ejército de la reina Isabel la Católica, cuyo sepulcro y el de su esposa, Marina Gómez de Figueroa, se encuentran en la Concatedral de Santa María la Mayor (Mérida).
Su carrera eclesiástica estuvo ligada y promovida por el Papa Alejandro VI, por su parentesco con la familia Borgia.
El lema de la familia era VERITAS VINCIT.

## Vida y carrera eclesiástica
Juan de Vera nació en Alcira el 25 de noviembre de 1453. Desde muy joven dedicó su tiempo al estudio, obteniendo el doctorado en Derecho canónico y Derecho civil. En su juventud marchó a Roma y entró al servicio de su pariente Rodrigo de Borja, entonces cardenal, y futuro Papa Alejandro VI, pasando a formar parte de su corte de eruditos. Se convirtió también en el preceptor de César Borgia, hijo del cardenal, durante su formación en las universidades de Perugia y Pisa. Más tarde fue nombrado vicario general de la sede metropolitana de Valencia.
El 10 de julio de 1500 fue nombrado arzobispo de Salerno, dignidad que ocupó hasta su muerte. 

### Cardenalato
En el consistorio del 28 de septiembre de 1500 fue creado cardenal presbítero por el Papa Alejandro VI, recibiendo el capelo cardenalicio el 2 de octubre con el título de Santa Balbina. En el consistorio de 5 de octubre de 1500 fue nombrado legado apostólico ante los reyes de España, Francia, Inglaterra y Portugal. En esta época fue capellán mayor y preceptor del emperador Carlos I de España y V de Alemania. En 1503 recibió una canonjía en Burgos. 
Participó en los dos cónclaves de 1503: el de septiembre en que fue elegido papa Pío III y el de octubre en que lo fue Julio II. En ambos cónclaves el cardenal Vera fue papable, pero Francia y España no le apoyaron. En 1504 fue nombrado prior de la Iglesia Colegiata de San Pedro de Fraga, Leria y en Zaragoza y en 1505 administrador apostólico del obispado de León. Fue gobernador de las regiones de Piceno y Emilia, en Italia. 
Entre 1504 y 1505 ostentó la dignidad de Camarlengo del Colegio Cardenalicio.
Murió en Roma el 4 de mayo de 1507, a los cincuenta y tres años. Fue enterrado en sepulcro de mármol en la capilla de santa Mónica de la Iglesia de San Agustín de esta misma ciudad.